# Мішель Платіні
Міше́ль Платіні́ (фр. Michel Platini, нар. 21 червня 1955, Жеф, Франція) — французький футболіст і тренер, спортивний функціонер. Президент УЄФА (2007—2016), колишній член виконкому ФІФА.
Чемпіон Європи 1984. Найсильніший французький гравець XX століття за версією видання «France Football». Входить у десятку найкращих футболістів XX століття за класифікацією IFFHS. До 2011 року був єдиною особою, що отримувала «Золотий м'яч» три роки поспіль (1983, 1984 і 1985), таким досягненням може похвалитися лише Ліонель Мессі, що перевершив цей рекорд і виграв «Золотий м'яч» чотири рази поспіль (2009, 2010, 2011 та у 2012 році).

## Дитинство
Дід Платіні приїхав до Франції на початку XX сторіччя із сусідньої Італії. Мішель народився у містечку Жеф на північному сході Франції. Його батько, Альдо Платіні, грав на любительському рівні та всіляко допомагав синові у всіх його футбольних починаннях. Першою командою Мішеля Платіні був юніорський склад місцевого клубу «Жеф». Коли «Жеф» у змаганнях регіонального кубка переміг юніорів «Меца», Мішеля запросили на оглядини. 16-річний юнак начебто годився, але не зумів пройти спірометричного тесту — не надмухав стільки повітря, скільки було потрібно. Тому з Платіні підписав контракт інший сильний клуб регіону — «Нансі». Це сталося влітку 1972 року.

## «Нансі» (1972—1979)
Дебютував у «Нансі» у кінці свого першого професіонального сезону — 1972/73, коли травму дістав головний бомбардир клубу. Першою грою стала зустріч «Нансі»—"Нім" 2 травня 1973 року. Вже у наступному матчі він забиває перші м'ячі за клуб — 2 голи у ворота «Ліона» (підсумок — 4:0). Вже тоді гравець виділявся точним виконанням штрафних ударів та пенальті. Мішель додатково залишався після тренувань і ставив штучну стінку на відстань 7-8 метрів, щоб навчитися перекидати її. Футбольний клуб «Нансі» і досі гордиться тим, що такі манекени для пробиття штрафних були одними з перших у світі.
У сезоні 1974/75 «Нансі» опустився до другої ліги. Там півзахисник забив 17 голів і став помітним на полі гравцем — лідером команди. Наступного сезону клуб повернувся до елітного дивізіону французького футболу.
20-річний Платіні дебютує у збірній Франції 27 березня 1976 у грі проти Чехословаччини. На 76-й хв. гри юнак забив перший гол за «ле бльо» — під час пробиття штрафного партнер відкотив м'яч Мішелеві і півзахисник «Нансі» обвідним ударом перекинув стінку та вразив ворота відомого Іво Віктора. Тоді Платіні саме відбував піврічну службу у війську, але не у звичайній частині, а в спортивному батальйоні, де він мав можливість їздити на тренування та ігри. Влітку 1976 року Мішель взяв участь у Олімпійському футбольному турнірі в Монреалі. Франція програла чвертьфінал збірній НДР, яка і виграла турнір. За підсумками 1976-го року Мішеля Платіні на батьківщині визнали футболістом року, а у класифікації «Золотого м'яча» 21-річний француз посів високе 5 місце, поступившись тільки Францу Бекенбауеру, Робу Ренсенбрінку, Іво Віктору і Кевіну Кіґану.
Завдяки грі Платіні середнячок «Нансі» інколи перемагав імениті французькі клуби — «Монако», «Нант» чи «Сент-Етьєнн». У 1977 році лотарингці завершили першість на 4-му місці, у 1978 — на 6-му. Того року «Нансі» єдиний раз у своїй історії здобув Кубок Франції. «Ніцца» поступилася їм 0:1, а єдиний гол забив Мішель Платіні. Всього у 9 кубкових іграх сезону 1977/78 він забив 8 м'ячів.
На чемпіонаті світу 1978 року жереб вибрав для збірної Франції сильну групу: господарі турніру аргентинці, завжди сильні італійці та Угорщина. Перед турніром наставник Мішель Ідальґо повторював, що команда молода, потрібен час, є перспектива і т. д., але дві поразки на старті — від Аргентини та Італії викликали шквал критики на батьківщині. Дісталось і Платіні. Впевнена перемога над угорцями (3:1) в останньому турі вже нічого не вирішувала. «Ле бльо» посіли 3 місце і поїхали додому. Мішель Платіні провів усі 3 поєдинки і забив 1 гол (Аргентині).

## «Сент-Етьєнн» (1979—1982)
Влітку 1979-го у гравця закінчився контракт з «Нансі». Мішель перейшов до одного з найсильніших тоді клубів Франції — «Сент-Етьєнна». Після переходу до нової команди півзахисник почав заробляти найбільше з усіх гравців французької ліги. Там його партнерами стали гравці збірної Франції Жан-Франсуа Ларіо, Жерар Жанвійон. Разом з Платіні обличчя нападу формували відомі Домінік Рошто і голландець Джонні Реп. У 1981 році «зелені» стають чемпіонами Франції. Після сезону 1981/82 контракт з «Сент-Етьєнном» закінчувався і французький гравець почав отримувати чимало пропозицій з провідних європейських клубів («Барселона», «Арсенал», «Інтер», «Ювентус»). Найпривабливішими виявилися умови туринського «Ювентуса». 30 квітня 1982 року Мішель Платіні підписав з італійською командою 2-річний контракт. Він набував чинності після чемпіонату світу 1982 у Іспанії.
Першу гру на чемпіонаті світу 1982 французи програли Англії — 1:3. Головний суперник у боротьбі за 2-е місце — Чехословаччина, теж програла британцям, а з Кувейтом зіграла тільки 1:1. Перемога над арабами і нічия з чехословаками вивела «ле бльо» у 2-ий груповий етап. Там французи впевнено обіграли австрійців (1:0) та північноірландців (4:1) після чого команду Платіні почали розглядати як одного з фаворитів чемпіонату. Півфінальним суперником стала збірна ФРН. Цей матч згодом називатимуть одним з найефектніших ігор за всю історію чемпіонатів світу, а гру обох команд подаватимуть як приклад атакувального і красивого футболу. Німець П'єр Літтбарскі відкрив рахунок, а французька збірна відігралася після пенальті, яке виконав Платіні. Основний час — 1:1. За перші 8 хвилин додаткового Франція двічі вразила ворота Гаральда Шумахера — 3:1. Тоді свої 2 шедеври створила «німецька машина» — голи Карла-Гайнца Румменігге та Клауса Фішера. У серії післяматчевих пенальті Платіні теж забив. Французький воротар відбив один пенальті, його німецький візаві — два і французи завершили похід за головним призом турніру. Матч за 3-є місце після такої гри виглядав непотрібним — резервний склад поступився Польщі 2:3. У складі поляків виступав нападник Збігнев Бонек — автор 4-х м'ячів на турнірі. Після чемпіонату світу він прийде до «Юве» разом з Платіні.

## «Ювентус» (1982—1987)

Платіні (ліворуч) у боротьбі за м'яч проти захисника «Роми» Убальдо Рігетті, 1983 рік.

У 1970-х роках італійська футбольна федерація ввела заборону на іноземців у місцевих клубах. З 1980 року дозволили використовувати 1 легіонера на полі, а з сезону 1982/83 — двох. Саме ці два місця зайняли француз Платіні та поляк Бонек. В Італії, у одному з найкращих клубів світу, Платіні досяг найвищого рівня гри — він не тільки роздавав передачі, як справжній півзахисник, а й забивав багато — більше від багатьох нападників. Тричі поспіль (1982—1984) він ставав найкращим голеадором Серії «А». У підсумку чемпіонат Італії виграла «Рома», а туринці відстали на 4 очки. Пріоритетом стали ігри Кубка європейських чемпіонів. У чвертьфіналі італійці перемогли володаря трофею англійську «Астон Віллу» (2:1 і 3:1), в півфіналі подолали польський «Відзев» (саме звідти прийшов Збігнев Бонек). Фінал пройшов у Афінах, куди приїхало близько 10 000 уболівальників «бьянко-нері». Всі чекали перемоги «Ювентуса» над німецьким «Гамбурґом». Італійська команда невдало провела гру і заслужено поступилася — 0:1. Єдиним виграним трофеєм того року став Кубок Італії.
У грудні 1983-го видання «Франс Футбол» називає Мішеля Платіні найкращим футболістом Європи і вручає йому «Золотий м'яч». Інших серйозних кандидатур майже не було. Французький півзахисник зібрав 110 очок зі 130 можливих. Шотландець Кенні Далгліш з «Ліверпуля», який став другим, отримав тільки 26 балів.
Сезон 1983/84 «Ювентус» закінчив чемпіоном Італії. Мішель Платіні забив 20 м'ячів та став найкращим бомбардиром ліги. Туринська команда перемогла у Кубку володарів кубків — у фіналі «Порту» поступилося з рахунком 2:1.
Влітку 1984 Франція приймала чемпіонат Європи. Від Мішеля Платіні, що був капітаном ще з 1979 року, очікували ще яскравішої гри. У першій грі Франція з мінімальним рахунком подолала Данію — єдиний гол забив Платіні. За наступні дві гри він додав ще 6 забитих голів — по три Бельгії та Югославії. Ні до того, ні після того два гет-трики поспіль на чемпіонаті Європи не вдалося забити нікому. Господарі виглядали одноосібними фаворитами турніру. Півфінал проти португальців проходив у цікавій та рівній боротьбі. Основний час дав результат 1:1. У додаткових таймах команди забили ще по одному м'ячу а на останній 119-ій хвилині вирішальний гол забиває Платіні. «Ле бльо» вийшли до фіналу чемпіонату Європи, де мали помірятись силами з Іспанією. Піренейці несподівано пройшли Данію, яка у 1980-х роках зібрала чудове покоління гравців: Алан Сімонсен, Пребен Елк'яер-Ларсен, Міхаель Лаудруп. 27 червня 1984 року на стадіоні «Парк де Пренс» у Парижі збірна Франції вперше у своїй історії виграла титул чемпіона континенту. Гра відома, насамперед, «ляпом» воротаря іспанців Луїса Арконади, який на 57-й хв. випустив м'яч після нескладного удару зі штрафного Мішеля Платіні — шкіряний повільно закотився у ворота. На останній хвилині гри французи забили 2-й гол і перемогли 2:0. Найкращим футболістом і бомбардиром турніру став капітан збірної Франції Платіні, який відзначився у воротах суперників 9 разів протягом 5 матчів.
«Золотий м'яч» 1984 отримав саме французький півзахисник «Ювентуса». Цього разу він отримав приголомшливу перемогу — представники 24 країн поставили його на 1 місце, і лише двоє класифікували його другим. Тобто капітан чемпіонів Європи отримав 128 очок з 130 можливих (98,5 % голосів). Другим став його партнер зі збірної Жан Тіґана («Бордо»).
У квітні 1985 року за заслуги перед батьківщиною Платіні нагороджено найвищою державною нагородою Франції — орденом Почесного легіону.
29 травня 1985 року став трагічним днем для всього футболу. На стадіоні «Ейзель» у Брюсселі у фіналі Кубка європейських чемпіонів «Ювентус» переміг «Ліверпуль» — єдиний м'яч забив Мішель Платіні з пенальті. До Бельгії прибуло багато тисяч англійських уболівальників, які славилися своєю войовничістю. Перед початком гри почалися безчинства та бійка на трибунах між англійськими фанатами та італійськими тифозі. Організатори не дотримали всіх правил безпеки і вага натовпу зруйнувала частину трибуни. Загинуло 39 осіб. УЄФА дискваліфікувала англійські клуби на 3 роки, а «Ліверпуль» не мав права виступати у єврокубках аж 5 років.
«Золотий м'яч» дістався Мішелю і втретє — у 1985 році. До того 3 «золоті» кулі мав Йоган Кройф, після Платіні — Марко ван Бастен, але лише Мішель Платіні здобув ці нагороди за 3 роки поспіль.
Франція мала шанс виграти чемпіонат світу, але у 1986 році у Мексиці їй перекрила шлях Німеччина — поразка в півфіналі 0:2 і лише «бронза». 31-річний півзахисник вже починав думати про завершення кар'єри. Це сталося після сезону 1986/87.
|  | Як футболіст я помер у 32-річному віці — 17 травня 1987 року... |

…Цими словами починається його книга «Життя як матч». Але у 1988 році він повернувся до великого футболу — у ранзі наставника.

## Найкращий бомбардир збірної
Зробивши 19 червня 1984 хет-трик у майже рідному місті Сент-Етьєнні в матчі чемпіонату Європи з Югославією (3:2), Платіні побив рекорд Жюста Фонтена — 30 голів, що тримався з 1960 року. Всього за національну команду він забив 2 хет-трики і 4 дублі. Досягнення Платіні — 41 м'яч, перевершив Тьєрі Анрі у 2007 році.

## Тренер і функціонер
Після слабкої гри збірної Франції у перших двох відбіркових іграх до чемпіонату світу 1990, Мішелю Платіні запропонували очолити національну команду. На кубок світу французи не пробилися, але у відборі до чемпіонату Європи 1992 здобули 8 перемог у 8 іграх. Лідерами нападу були зірки Жан-П'єр Папен та Ерік Кантона. «Ворлд Соккер» назвав Платіні найкращим тренером світу 1991. Турнір проходив у Швеції і за вихід до півфіналу боролися Франція та Данія. У вирішальній зустрічі навіть нічия влаштовувала «ле бльо», але команда поступилась 1:2. У команді дуже не вистачало якісних гравців середньої лінії — «золоте покоління» Платіні вже пішло з футболу.
Мсьє Платіні був одним з організаторів чемпіонату світу 1998 у Франції. У 2002 році став членом виконкомів ФІФА та УЄФА. У січні 2007 року Мішеля Платіні обрано президентом УЄФА.
22 березня 2011 року Платіні був переобраний на посаду президента УЄФА на новий термін.
8 жовтня 2015 року Арбітражна палата комітету з етики Міжнародної федерації футболу (ФІФА) під головуванням Ханса-Йоахима Еккерта відсторонила главу УЄФА Мішеля Платіні від виконання обов'язків на 90 днів. Однак Союз європейських футбольних асоціацій (УЄФА) відмовився виконувати рішення ФІФА і усунути президента Мішеля Платіні. У заяві виконкому УЄФА сказано: «Виконавчий комітет УЄФА висловив абсолютну довіру і повну підтримку Президенту УЄФА Мішелю Платіні».
21 грудня 2015 року комітет з етики ФІФА жорстко покарав Мішеля Платіні за фінансові махінації. Очільника УЄФА відсторонено від будь-якої футбольної діяльності на 8 років.

## Статистика виступів

### Статистика клубних виступів
| Сезон                  | Команда                | Чемпіонат              | Чемпіонат | Чемпіонат | Національний кубок | Національний кубок | Національний кубок | Континентальні кубки | Континентальні кубки | Континентальні кубки | Інші змагання | Інші змагання | Інші змагання | Усього | Усього |
| Сезон                  | Команда                | Ліга                   | Ігор      | Голів     | Ліга               | Ігор               | Голів              | Ліга                 | Ігор                 | Голів                | Ліга          | Ігор          | Голів         | Ігор   | Голів  |
| ---------------------- | ---------------------- | ---------------------- | --------- | --------- | ------------------ | ------------------ | ------------------ | -------------------- | -------------------- | -------------------- | ------------- | ------------- | ------------- | ------ | ------ |
| 1972–73                | «Нансі»                | Л1                     | 5         | 2         | КФ                 | 0                  | 0                  | -                    | -                    | -                    | -             | -             | -             | 5      | 2      |
| 1973–74                | «Нансі»                | Л1                     | 21        | 2         | КФ                 | 3                  | 0                  | -                    | -                    | -                    | -             | -             | -             | 24     | 2      |
| 1974–75                | «Нансі»                | Л2                     | 32+1      | 17        | КФ                 | 8                  | 13                 | -                    | -                    | -                    | -             | -             | -             | 41     | 30     |
| 1975–76                | «Нансі»                | Л1                     | 31        | 22        | КФ                 | 5                  | 6                  | -                    | -                    | -                    | -             | -             | -             | 36     | 28     |
| 1976–77                | «Нансі»                | Л1                     | 38        | 25        | КФ                 | 1                  | 0                  | -                    | -                    | -                    | -             | -             | -             | 39     | 25     |
| 1977–78                | «Нансі»                | Л1                     | 36        | 18        | КФ                 | 10                 | 7                  | -                    | -                    | -                    | -             | -             | -             | 46     | 25     |
| 1978–79                | «Нансі»                | Л1                     | 19        | 12        | КФ                 | 5                  | 3                  | КВК                  | 0                    | 0                    | -             | -             | -             | 24     | 15     |
| Усього за «Нансі»      | Усього за «Нансі»      | Усього за «Нансі»      | 183       | 98        |                    | 32                 | 29                 |                      | 0                    | 0                    |               | -             | -             | 215    | 127    |
| 1979–80                | «Сент-Етьєн»           | Л1                     | 33        | 16        | КФ                 | 7                  | 5                  | КУЄФА                | 7                    | 5                    | -             | -             | -             | 47     | 26     |
| 1980–81                | «Сент-Етьєн»           | Л1                     | 35        | 20        | КФ                 | 10                 | 5                  | КУЄФА                | 7                    | 4                    | -             | -             | -             | 52     | 29     |
| 1981–82                | «Сент-Етьєн»           | Л1                     | 36        | 22        | КФ                 | 8                  | 5                  | КЧ                   | 2                    | 0                    | -             | -             | -             | 46     | 27     |
| Усього за «Сент-Етьєн» | Усього за «Сент-Етьєн» | Усього за «Сент-Етьєн» | 104       | 58        |                    | 25                 | 15                 |                      | 16                   | 9                    |               | -             | -             | 145    | 82     |
| 1982–83                | «Ювентус»              | A                      | 30        | 16        | КІ                 | 13                 | 7                  | КЧ                   | 9                    | 5                    | -             | -             | -             | 52     | 28     |
| 1983–84                | «Ювентус»              | A                      | 28        | 20        | КІ                 | 7                  | 3                  | КВК                  | 8                    | 2                    | -             | -             | -             | 43     | 25     |
| 1984–85                | «Ювентус»              | A                      | 30        | 18        | КІ                 | 7                  | 4                  | КЧ                   | 9                    | 7                    | СУ            | 1             | 0             | 47     | 29     |
| 1985–86                | «Ювентус»              | A                      | 30        | 12        | КІ                 | 4                  | 1                  | КЧ                   | 6                    | 3                    | МКК+ЛТ        | 1+0           | 1+0           | 41     | 17     |
| 1986–87                | «Ювентус»              | A                      | 29        | 2         | КІ                 | 8                  | 1                  | КЧ                   | 4                    | 2                    | -             | -             | -             | 40     | 5      |
| Усього за «Ювентус»    | Усього за «Ювентус»    | Усього за «Ювентус»    | 147       | 68        |                    | 39                 | 16                 |                      | 36                   | 19                   |               | 2             | 1             | 224    | 104    |
| Усього за кар'єру      | Усього за кар'єру      | Усього за кар'єру      | 434       | 224       |                    | 96                 | 60                 |                      | 52                   | 28                   |               | 2             | 1             | 584    | 313    |

### Статистика виступів за збірну
| Дата       | Місто          | Господарі         | Результат             | Гості             | Турнір                | Голи | Примітки |
| ---------- | -------------- | ----------------- | --------------------- | ----------------- | --------------------- | ---- | -------- |
| 27-3-1976  | Париж          | Франція           | 2 – 2                 | Чехословаччина    | товариський матч      | 1    |          |
| 22-5-1976  | Будапешт       | Угорщина          | 1 – 0                 | Франція           | товариський матч      | -    |          |
| 1-9-1976   | Копенгаген     | Данія             | 1 – 1                 | Франція           | товариський матч      | 1    |          |
| 9-10-1976  | Софія (місто)  | Болгарія          | 2 – 2                 | Франція           | Відбір до ЧС 1978     | 1    |          |
| 17-11-1976 | Париж          | Франція           | 2 – 0                 | Ірландія          | Відбір до ЧС 1978     | 1    |          |
| 23-2-1977  | Париж          | Франція           | 1 – 0                 | ФРН               | товариський матч      | -    |          |
| 30-3-1977  | Дублін         | Ірландія          | 1 – 0                 | Франція           | Відбір до ЧС 1978     | -    |          |
| 23-4-1977  | Женева         | Швейцарія         | 0 – 4                 | Франція           | товариський матч      | 1    |          |
| 26-6-1977  | Буенос-Айрес   | Аргентина         | 0 – 0                 | Франція           | товариський матч      | -    |          |
| 30-6-1977  | Ріо-де-Жанейро | Бразилія          | 2 – 2                 | Франція           | товариський матч      | -    |          |
| 8-10-1977  | Париж          | Франція           | 0 – 0                 | СРСР              | товариський матч      | -    |          |
| 16-11-1977 | Париж          | Франція           | 3 – 1                 | Болгарія          | Відбір до ЧС 1978     | 1    |          |
| 8-2-1978   | Неаполь        | Італія            | 2 – 2                 | Франція           | товариський матч      | 1    |          |
| 1-4-1978   | Париж          | Франція           | 1 – 0                 | Бразилія          | товариський матч      | 1    |          |
| 19-5-1978  | Лілль          | Франція           | 2 – 0                 | Туніс             | товариський матч      | 1    |          |
| 2-6-1978   | Мар-дель-Плата | Італія            | 2 – 1                 | Франція           | ЧС 1978 - 1-й етап    | -    |          |
| 6-6-1978   | Буенос-Айрес   | Аргентина         | 2 – 1                 | Франція           | ЧС 1978 - 1-й етап    | 1    |          |
| 10-6-1978  | Мар-дель-Плата | Франція           | 3 – 1                 | Угорщина          | ЧС 1978 - 1-й етап    | -    |          |
| 4-4-1979   | Братислава     | Чехословаччина    | 2 – 0                 | Франція           | Відбір до ЧЄ 1980     | -    |          |
| 2-5-1979   | Нью-Йорк       | США               | 0 – 6                 | Франція           | товариський матч      | -    |          |
| 5-9-1979   | Стокгольм      | Швеція            | 1 – 3                 | Франція           | Відбір до ЧЄ 1980     | 1    | кап.     |
| 10-10-1979 | Париж          | Франція           | 3 – 0                 | США               | товариський матч      | 1    | кап.     |
| 27-2-1980  | Париж          | Франція           | 5 – 1                 | Греція            | товариський матч      | 2    | кап.     |
| 26-3-1980  | Париж          | Франція           | 0 – 0                 | Нідерланди        | товариський матч      | -    | кап.     |
| 23-5-1980  | Москва         | СРСР              | 1 – 0                 | Франція           | товариський матч      | -    | кап.     |
| 11-10-1980 | Лімасол        | Кіпр              | 0 – 7                 | Франція           | Відбір до ЧС 1982     | 2    | кап.     |
| 28-10-1980 | Париж          | Франція           | 2 – 0                 | Ірландія          | Відбір до ЧС 1982     | 1    | кап.     |
| 19-11-1980 | Ганновер       | ФРН               | 4 – 1                 | Франція           | товариський матч      | -    | кап.     |
| 18-2-1981  | Мадрид         | Іспанія           | 1 – 0                 | Франція           | товариський матч      | -    | кап.     |
| 9-9-1981   | Брюссель       | Бельгія           | 2 – 0                 | Франція           | Відбір до ЧС 1982     | -    | кап.     |
| 14-10-1981 | Дублін         | Ірландія          | 3 – 2                 | Франція           | Відбір до ЧС 1982     | 1    | кап.     |
| 18-11-1981 | Париж          | Франція           | 2 – 0                 | Нідерланди        | Відбір до ЧС 1982     | 1    | кап.     |
| 23-2-1982  | Париж          | Франція           | 2 – 0                 | Італія            | товариський матч      | 1    | кап.     |
| 28-4-1982  | Париж          | Франція           | 0 – 1                 | Перу              | товариський матч      | -    | кап.     |
| 2-6-1982   | Тулуза         | Франція           | 0 – 1                 | Уельс             | товариський матч      | -    | кап.     |
| 16-6-1982  | Більбао        | Англія            | 3 – 1                 | Франція           | ЧС 1982 - 1-й етап    | -    |          |
| 21-6-1982  | Вальядолід     | Франція           | 4 – 1                 | Кувейт            | ЧС 1982 - 1-й етап    | 1    | кап.     |
| 24-6-1982  | Вальядолід     | Франція           | 1 – 1                 | Чехословаччина    | ЧС 1982 - 1-й етап    | -    | кап.     |
| 4-7-1982   | Мадрид         | Франція           | 4 – 1                 | Північна Ірландія | ЧС 1982 - 2-й етап    | -    | кап.     |
| 8-7-1982   | Севілья        | ФРН               | 3 – 3 д.ч. (5-4 п.п.) | Франція           | ЧС 1982 - півфінал    | 1    | кап.     |
| 6-10-1982  | Париж          | Франція           | 1 – 0                 | Угорщина          | товариський матч      | -    |          |
| 10-11-1982 | Роттердам      | Нідерланди        | 1 – 2                 | Франція           | товариський матч      | 1    | кап.     |
| 16-2-1983  | Гімарайнш      | Португалія        | 0 – 3                 | Франція           | товариський матч      | -    | кап.     |
| 23-3-1983  | Париж          | Франція           | 1 – 1                 | СРСР              | товариський матч      | -    |          |
| 7-9-1983   | Копенгаген     | Данія             | 3 – 1                 | Франція           | товариський матч      | 1    | кап.     |
| 5-10-1983  | Париж          | Франція           | 1 – 1                 | Іспанія           | товариський матч      | -    |          |
| 29-2-1984  | Париж          | Франція           | 2 – 0                 | Англія            | товариський матч      | 2    | кап.     |
| 1-6-1984   | Марсель        | Франція           | 2 – 0                 | Шотландія         | товариський матч      | -    | кап.     |
| 12-6-1984  | Париж          | Франція           | 1 – 0                 | Данія             | ЧЄ 1984 - 1-й етап    | 1    | кап.     |
| 16-6-1984  | Нант           | Франція           | 5 – 0                 | Бельгія           | ЧЄ 1984 - 1-й етап    | 3    | кап.     |
| 19-6-1984  | Сент-Етьєн     | Франція           | 3 – 2                 | Югославія         | ЧЄ 1984 - 1-й етап    | 3    | кап.     |
| 23-6-1984  | Марсель        | Франція           | 3 – 2 д.ч.            | Португалія        | ЧЄ 1984 - півфінал    | 1    | кап.     |
| 27-6-1984  | Париж          | Франція           | 2 – 0                 | Іспанія           | ЧЄ 1984 - Фінал       | 1    | кап.     |
| 13-10-1984 | Люксембург     | Люксембург        | 0 – 4                 | Франція           | Відбір до ЧС 1986     | 1    |          |
| 21-11-1984 | Париж          | Франція           | 1 – 0                 | Болгарія          | Відбір до ЧС 1986     | 1    | кап.     |
| 8-12-1984  | Париж          | Франція           | 2 – 0                 | НДР               | Відбір до ЧС 1986     | -    | кап.     |
| 3-4-1985   | Сараєво        | Югославія         | 0 – 0                 | Франція           | Відбір до ЧС 1986     | -    | кап.     |
| 2-5-1985   | Софія (місто)  | Болгарія          | 2 – 0                 | Франція           | Відбір до ЧС 1986     | -    | кап.     |
| 21-8-1985  | Париж          | Франція           | 2 – 0                 | Уругвай           | Кубок Артеміо Франкі  | -    | кап.     |
| 11-9-1985  | Лейпциг        | НДР               | 2 – 0                 | Франція           | Відбір до ЧС 1986     | -    |          |
| 30-10-1985 | Париж          | Франція           | 6 – 0                 | Люксембург        | Відбір до ЧС 1986     | -    | кап.     |
| 16-11-1985 | Париж          | Франція           | 2 – 0                 | Югославія         | Відбір до ЧС 1986     | 2    | кап.     |
| 26-2-1986  | Париж          | Франція           | 0 – 0                 | Північна Ірландія | товариський матч      | -    | кап.     |
| 1-6-1986   | Леон           | Канада            | 0 – 1                 | Франція           | ЧС 1986 - 1-й етап    | -    | кап.     |
| 5-6-1986   | Леон           | Франція           | 1 – 1                 | СРСР              | ЧС 1986 - 1-й етап    | -    | кап.     |
| 9-6-1986   | Леон           | Угорщина          | 0 – 3                 | Франція           | ЧС 1986 - 1-й етап    | -    | кап.     |
| 17-6-1986  | Мехіко         | Італія            | 0 – 2                 | Франція           | ЧС 1986 - 1/8 фіналу  | 1    | кап.     |
| 21-6-1986  | Гвадалахара    | Бразилія          | 1 – 1 д.ч. (3-4 п.п.) | Франція           | ЧС 1986 - чвертьфінал | 1    | кап.     |
| 25-6-1986  | Гвадалахара    | Франція           | 0 – 2                 | ФРН               | ЧС 1986 - півфінал    | -    | кап.     |
| 11-10-1986 | Париж          | Франція           | 0 – 2                 | СРСР              | Відбір до ЧЄ 1988     | -    | кап.     |
| 19-11-1986 | Лейпциг        | НДР               | 0 – 0                 | Франція           | Відбір до ЧЄ 1988     | -    | кап.     |
| 29-4-1987  | Париж          | Франція           | 2 – 0                 | Ісландія          | Відбір до ЧЄ 1988     | -    | кап.     |
| Усього     |                | Матчів (17 місце) | 72                    |                   | Голів (2 місце)       | 41   |          |

## Титули та досягнення
- Чемпіон Франції: 1980-81
- Кубок Франції: 1977-78
- Французький футболіст року: 1976 і 1977
- чемпіон Італії: 1983–84, 1985–86
- Кубок Італії: 1982–83
- найкращий футболіст Італії: 1984
- найкращий бомбардир чемпіонату Італії: 1982-83, 1983–84, 1984–85
- Кубок володарів кубків: 1983–84
- Кубок європейських чемпіонів: 1985
- найкращий бомбардир Кубка європейських чемпіонів: 1985
- Суперкубок Європи: 1984
- Міжконтинентальний кубок: 1985
- Кубок Артеміо Франкі: 1985
- «Золотий м'яч»: 1983, 1984 та 1985
- чемпіон Європи: 1984
- найкращий гравець чемпіонату Європи: 1984
- найкращий бомбардир чемпіонату Європи: 1984
- 3 місце на чемпіонаті світу: 1986
- 4 місце на чемпіонаті світу: 1982
- учасник чемпіонатів світу: 1978, 1982 і 1986